# Teodoro Patrikiotes
Teodoro Patrikiotes (... – 1342) è stato un funzionario bizantino, membro dell'aristocrazia militare del XIV secolo, morì nell'autunno 1342.

## Biografia
Teodoro Patrikiotes era un nobile bizantino, appartenente all'aristocrazia militare, ed era anche un exisòtes, ossia un funzionario che si occupava delle perequazioni delle proprietà fondiarie, fondamentale per l'attività dei pronoia. Quando il 15 giugno 1341 morì l'imperatore Andronico III Paleologo (1328-1341), egli appoggiò il capo dell'aristocrazia militare Giovanni Cantacuzeno (1347-1354), a diventare reggente di Giovanni V Paleologo (1341-1391), figlio di Andronico che aveva solo nove anni. Scoppiò la guerra civile tra Giovanni e Anna di Savoia che aveva la reggenza sul figlio, intanto Giovanni si fece incoronare imperatore a Didymoteicho in Tracia. Grazie all'appoggio economico di Teodoro, Giovanni poté ricreare i pronoia e pagare i mercenari. Giovanni fece ridistribuire a Teodoro le terre dell'impero a lui fedeli tra l'aristocrazia militare, tra cui lui, che lo supportava. Teodoro diventò il più importante esattore delle tasse di Giovanni Cantacuzeno e si fece una pessima fama, infatti egli teneva dalle tasse un profitto per sé, Giovanni lo sapeva, ma non aveva intenzione di fare nulla a colui che lo finanziava. Teodoro fu collaboratore di Giovanni per il tentativo di riforma economica di Giovanni, che però non riuscì a raggiungere l'effetto desideraro. Lo scrittore Alessio Macrembolite fu al suo servizio, egli dopo il 1341 gli dedicò un "logos". Nell'autunno del 1342 fu assassinato, a causa della riforma economica iniziata, che trovò grande resistenza da parte del popolo.
Un anno dopo la sua morte, Alessio Macrembolite scrisse la sua opera più importante dialogo dei ricchi e dei poveri, opera in cui l'autore ragiona sul problema sociale ed economico presente nell'impero, egli ragionò su queste argomentazioni a causa della morte di Teodoro.